# Stigmaphyllon angulosum
Stigmaphyllon angulosum là một loài thực vật có hoa trong họ Malpighiaceae. Loài này được (L.) A. Juss. miêu tả khoa học đầu tiên năm 1840.